# Severance (Colorado)
Severance è un centro abitato (town) degli Stati Uniti d'America, situato nella contea di Weld dello Stato del Colorado. Nel censimento del 2019 la popolazione stimata era di 6 494 abitanti.

## Geografia fisica
Secondo i rilevamenti dell'United States Census Bureau, Severance si estende su una superficie di 5,6 km².